# Secrétariat général pour l'administration du ministère de l'intérieur
Un secrétariat général pour l’administration du ministère de l'Intérieur est un service déconcentré du ministère de l’Intérieur français qui assure des missions d'accompagnement administratif des services locaux du ministère. Initialement créés pour assurer des missions au bénéfice de la police nationale, ils exercent leurs attributions pour l'ensemble des services territoriaux du ministère : Police nationale, Gendarmerie nationale, réseau des préfectures. Il en existait six jusqu'au 31 décembre 2015, un septième étant créé pour l'Île-de-France au 1er janvier 2016, mais pas au sens formel du terme puisqu'en réalité c'est la Préfecture de Police qui exerce les compétences au titre du SGAMI de la zone de défense et de sécurité de Paris, en plus de celles qu'elle exerce déjà en Ile-de-France, ainsi de nouveaux services ont été rattachés et intégrés aux directions déjà existantes de la Préfecture de Police (gestion des civils de la gendarmerie, ateliers mécaniques gendarmerie, gestion des systèmes d'informations sur toute la région, la gestion immobilière...). Les SGAMI couvrent la totalité du territoire métropolitain. Leur ressort est calqué sur celui des zones de défense et de sécurité. En outre-mer, les missions correspondantes sont assurées par des services administratifs et techniques de la police nationale (SATPN). 

## Historique
Les centres administratifs et techniques interdépartementaux (CATI), organes administratifs et de gestion de la police nationale, avaient été créés par le décret no 49-1149 du 2 août 1949. Ils sont remplacés en 1971 par des secrétariats généraux pour l'administration de la police (SGAP) régis par le décret no 71-572 du 1er juillet 1971 pour les dix premiers, et par le décret no 71-1030 du 23 décembre 1971 pour celui de Paris. 
En 2002, un décret fait coïncider leur ressort avec celui des zones de défense (zones de défense et de sécurité à partir de 2010), à l'exception de la région parisienne, relevant d’une seule zone de défense et de sécurité mais divisée en raison de son importance entre le SGAP de Paris (Paris et petite couronne) et celui de Versailles (grande couronne), ces deux SGAP étant tous deux placés sous l'autorité du Préfet de Police. 
Au 1er janvier 2014, cette exception est abandonnée avec la création d'un unique SGAP pour la zone de défense et de sécurité de Paris, là aussi cette compétence était exercée par la Préfecture de Police. La même année, un autre décret transforme les SGAP en secrétariats généraux pour l'administration du ministre de l'Intérieur. Les missions de ces nouveaux services sont élargies à la Gendarmerie et aux services préfectoraux. Les secrétariats généraux absorbent aussi les services de zone des systèmes d'information et de communication qui avaient été créés en 2003. Cette réforme entre en vigueur le 1er mai 2014 en province et le 1er janvier 2016 pour l'Île-de-France (SGAP de Paris). 

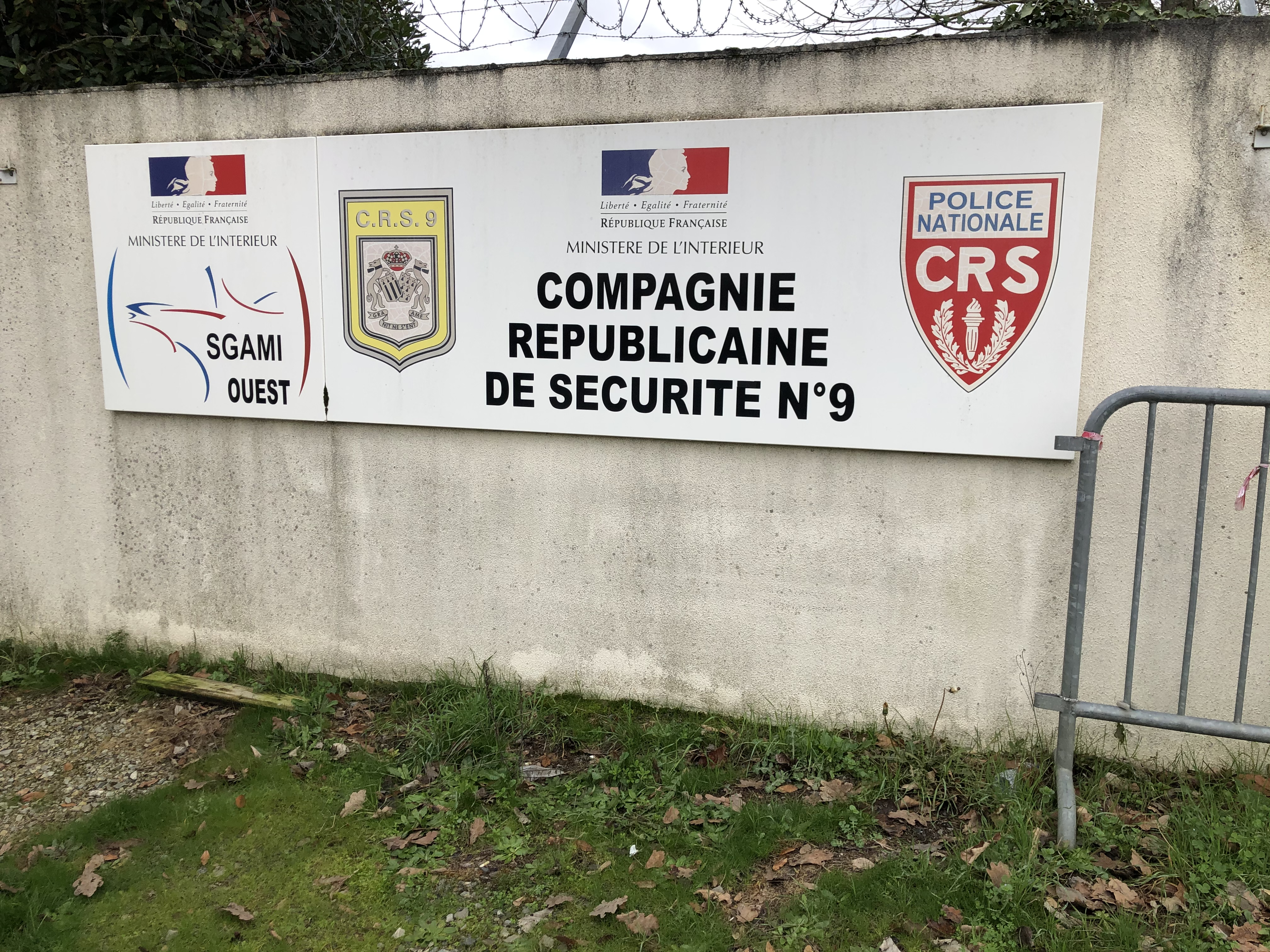
Compagnie Républicaine de Sécurité n°9 (C.R.S. 9) située à Saint-Jacques-de-la-Lande.

## Organisation
Chaque secrétariat général est placé sous l'autorité du préfet de zone de défense et de sécurité et ont tous la même organisation fixée par arrêté ministériel, à l'exception de l'Ile-de-France où il est dissout dans les directions et services du secrétariat général pour l'administration de la Préfecture de Police qui en exerce les compétences. Il est dirigé : 
- en Ile-de-France, par le préfet, secrétaire général pour l'administration de la préfecture de police ;
- dans la zone de défense et de sécurité Sud, par le sous-préfet, secrétaire général de zone de défense et de sécurité ;
- dans chacune des cinq autres zones, par le préfet délégué pour la défense et la sécurité.

## Missions
Les secrétariats généraux pour l'administration du ministère de l'Intérieur exercent des missions d'appui administratif et logistique au profit des services de police et de gendarmerie ainsi que des préfectures. Ils sont notamment chargés :
- De la répartition entre les préfets de département des crédits de fonctionnement et d'équipement des services de police et de gendarmerie, arrêtée par le président de la conférence de sécurité intérieure et après avis de celle-ci ;
- De la mise en œuvre des opérations de recrutement et de la gestion administrative et financière des personnels des services de police à l'exclusion de leur emploi, de leur évaluation et de leur notation ;
- De la fourniture aux services de police, aux unités de la gendarmerie et aux préfectures des moyens logistiques et des prestations techniques nécessaires à l'accomplissement de leurs missions ;
- De la préparation, de la programmation et de la conduite d'opérations immobilières des services du ministère de l'Intérieur ;
- De la mise en œuvre du contrôle de gestion dans les services locaux du ministère ;
- De l'ingénierie, de l'installation et de la maintenance des systèmes d'information et de communication utilisés par les services locaux du ministère ;
- Du maintien en condition opérationnelle des moyens de communication des services du ministère, en particulier en prévision de situations de crise.

Ils peuvent également être chargés :
- Par le préfet de zone de défense et de sécurité, sur demande des préfets des départements de la zone, du préfet de police ou du général commandant la gendarmerie pour la zone, de la préparation des budgets des services de police et des unités de la gendarmerie, du suivi de l'exécution de ces budgets et de la gestion d'opérations immobilières des autres services du ministère de l'Intérieur ;
- Par convention passée entre le directeur d'un établissement public placé sous la tutelle du ministre de l'Intérieur et le préfet de la zone de défense et de sécurité dans le ressort duquel est situé le siège de cet établissement ou l'une de ses implantations, de la préparation de la programmation et de la conduite d'opérations immobilières, ainsi que de la fourniture de tout ou partie des moyens logistiques et des prestations techniques nécessaires à l'accomplissement des missions de l’établissement public concerné[7].